# Пакистанська хроніка
Пакистанська хроніка (урду پاکستان کرونیکل) — енциклопедія з історії Пакистану під редакцією Акіла Аббаса Джафарі, що вийшла у світ у 2010 році мовою урду. Книга охоплює події з 1947 по 2010 роки і містить понад 5000 фактів і 4000 фотографій, пов'язаних з політикою, літературою, засобами масової інформації, мистецтвом, спортом і розвагами.